# Lễ hội tháng Mười
Lễ hội tháng Mười (tiếng Đức: Oktoberfest, phát âm tiếng Đức: [ɔkˈtoːbɐˌfɛst]) được tổ chức trên khu đồng cỏ Theresienwiese tại München, Bayern, Đức là một trong những lễ hội lớn nhất thế giới trong khoảng 16 đến 18 ngày bắt đầu từ giữa hoặc cuối tháng 9 đến cuối tuần đầu tiên của tháng 10, hằng năm có trên 6 triệu người đến tham dự. Tại địa phương, nó thường được gọi là Wiesn. Lễ hội tháng Mười là một phần quan trọng của văn hóa Bayern, nó đã được tổ chức từ năm 1810. Các thành phố khác trên thế giới cũng tổ chức lễ kỷ niệm Oktoberfest được mô hình hóa sau sự kiện ở Munich. Các hãng bia ở München sản xuất một loại bia đặc biệt với thành phần mạch nha và hoa bia nhiều hơn (vì thế mà nồng độ cồn cũng cao hơn) cho lễ hội này.
Trong sự kiện này, số lượng lớn bia Oktoberfest được tiêu thụ trong suốt lễ hội kéo dài 16 ngày vào năm 2013 là 7,7 triệu lít. Du khách cũng có thể tận hưởng nhiều điểm tham quan, chẳng hạn như các hoạt động vui chơi giải trí, trò chơi ngoài trời và trò chơi trong nhà. Ngoài ra còn có một loạt các loại thực phẩm truyền thống.
Lễ hội tháng Mười ở Munich diễn ra trong khoảng thời gian 16 ngày. Năm 1994, lịch trình áp dụng cho lâu dài này đã được sửa đổi để đáp ứng với nhu cầu của du khách. Nếu ngày chủ nhật đầu tiên vào tháng 10 rơi vào ngày 1 hoặc ngày 2, thì lễ hội sẽ kéo dài đến ngày 3 tháng 10 (Ngày đoàn kết của Đức). Vì vậy, lễ hội bây giờ diễn ra trong 17 ngày khi Chủ nhật đầu tiên là ngày 2 tháng 10 và 18 ngày khi đó là ngày 1 tháng 10. Trong năm 2010, lễ hội kéo dài cho đến thứ Hai đầu tiên trong tháng Mười (4 tháng Mười), để đánh dấu năm thứ 200 của sự kiện này.

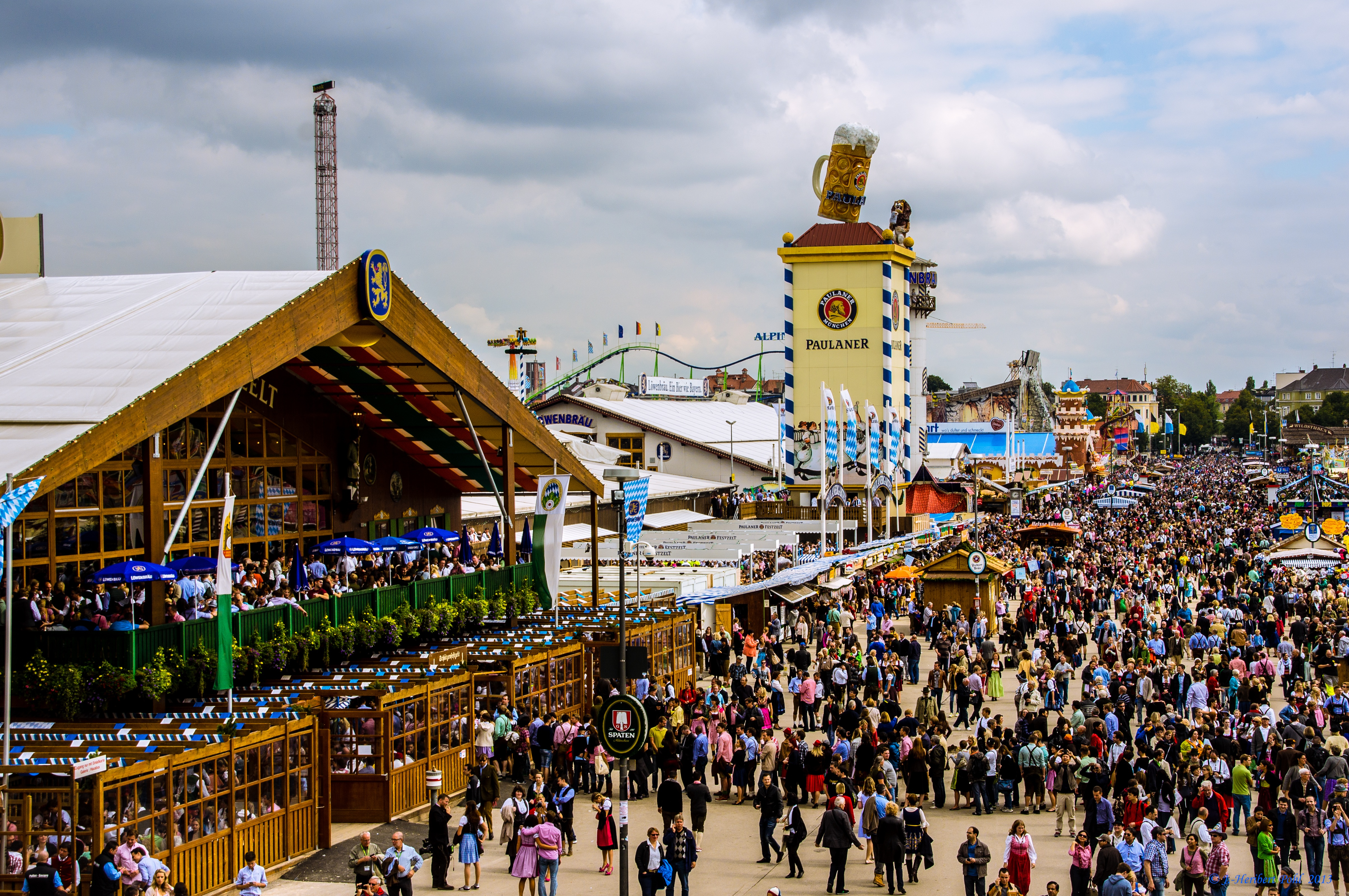
Lễ hội tháng 10 năm 2013

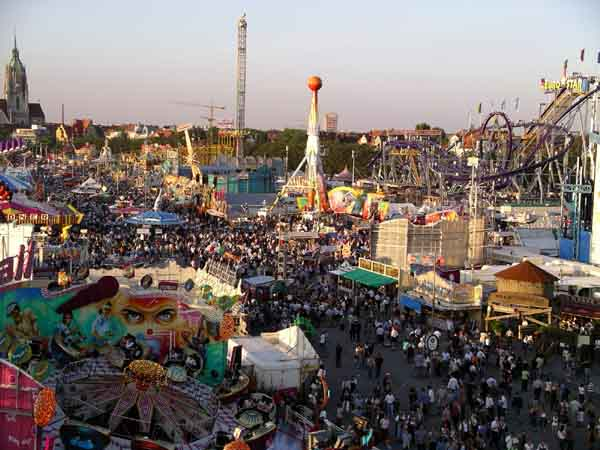
Lễ hội tháng 10 năm 2003

## Lịch sử
Kronprinz Ludwig (1786–1868), sau đó là vua Ludwig I (trị vì: 1825–1848), kết hôn với công chúa Therese xứ Sachsen-Hildburghausen ngày 12 tháng 10 năm 1810. Công dân Munich được mời tham dự lễ hội được tổ chức trên cánh đồng trước cổng thành phố để kỷ niệm sự kiện hoàng gia. Các cánh đồng được đặt tên là Theresienwiese ("Theresa's Meadow") để tôn vinh vương phi, và đã giữ tên đó từ đó, mặc dù người dân địa phương đã viết tắt thành "Wiesn". Cuộc đua ngựa, theo truyền thống vào thế kỷ 15 gọi là Scharlachrennen (Scarlet Race tại Karlstor), đã được tổ chức vào ngày 18 tháng 10 để tôn vinh các cặp đôi mới cưới. Andreas Michael Dall'Armi, một Thiếu tá trong Vệ binh Quốc gia, đã đề xuất ý tưởng này. Tuy nhiên, nguồn gốc của các cuộc đua ngựa và Oktoberfest, có thể xuất phát từ các đề xuất được đề ra bởi Franz Baumgartner, một huấn luyện viên và Trung sĩ trong Vệ binh Quốc gia. Nguồn gốc chính xác của lễ hội và cuộc đua ngựa vẫn còn là một vấn đề gây tranh cãi, tuy nhiên, quyết định lặp lại các cuộc đua ngựa, cảnh tượng và lễ kỷ niệm năm 1811 đưa ra những gì bây giờ là truyền thống Oktoberfest hàng năm.
Ngọn đồi Sendlinger (ngày nay là Theresienhohe) đã được sử dụng như một khán đài cho 40.000 người. Các buổi nếm thử "Traiteurs" và các loại rượu vang và bia khác đã diễn trên ngọn đồi. Trước khi cuộc đua bắt đầu, một buổi biểu diễn được tổ chức để tỏ lòng tôn kính chú rể và gia đình hoàng gia dưới hình thức một đoàn 16 cặp trẻ em mặc trang phục Wittelsbach và trang phục từ chín thị trấn Bayern và các vùng khác. Tiếp theo là cuộc đua của 30 con ngựa trên một đường đua dài 3.400 mét và kết thúc là phần ca hát của một ca đoàn sinh viên. Con ngựa đầu tiên vượt qua vạch đích thuộc về Franz Baumgartner. Nhà vô địch đua ngựa và Bộ trưởng Nhà nước Maximilian von Montgelas đã giới thiệu chiếc huy chương vàng của mình.

## Biến thành một lễ hội công cộng

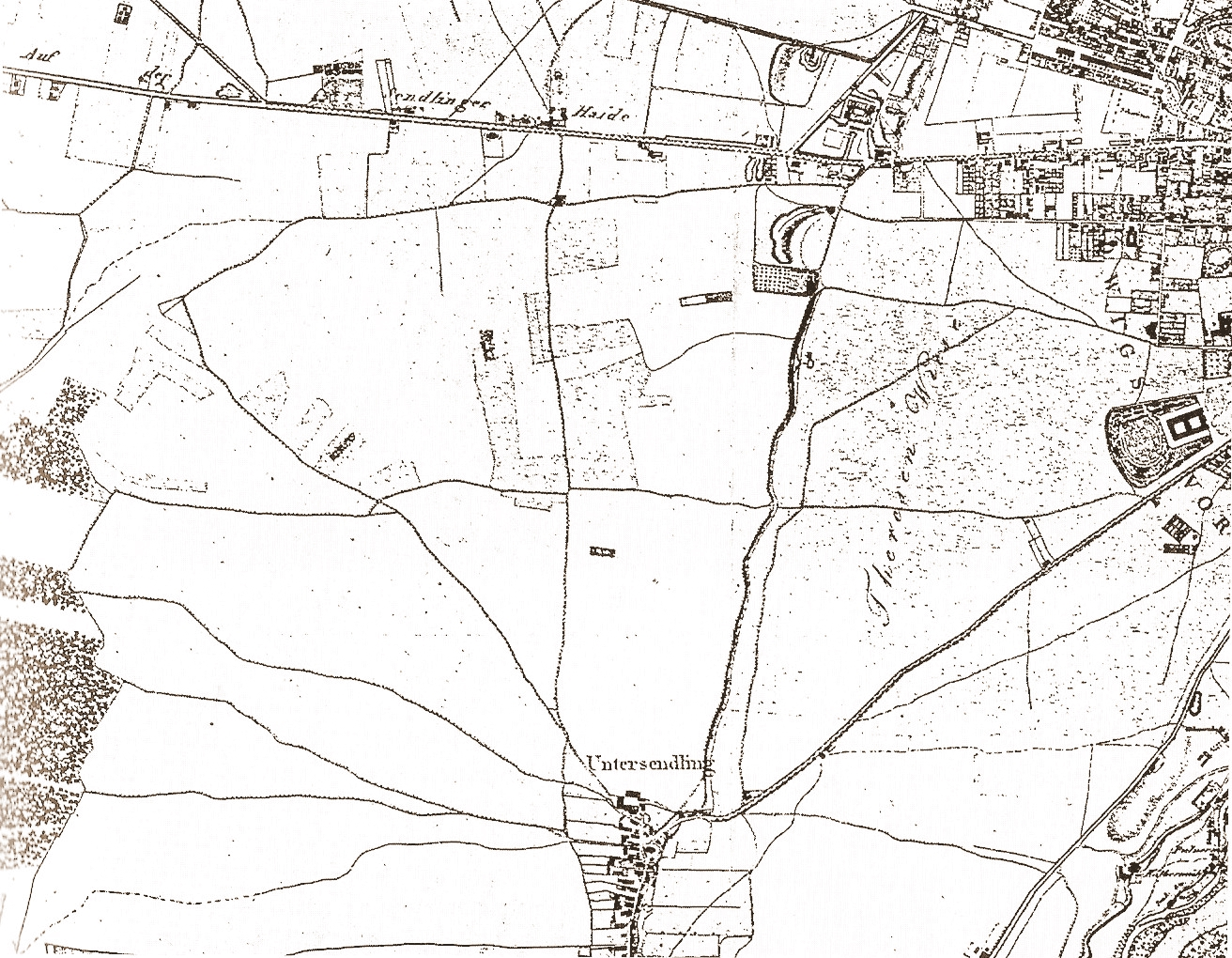
Bản đồ München và Sendling với Theresienwiese, 1812

Nhân dịp Thế Vận Hội tại Athens năm 2004, tờ báo Süddeutsche Zeitung đã tường thuật rằng chính Thế Vận Hội thời Cổ đại đã gây cảm hướng trực tiếp cho ý tưởng tổ chức lễ hội này. Hoàng thái tử Ludwig vốn có xu hướng ưa thích văn hóa Hy Lạp (Philhellenism) được một trong những cận thần đưa ra ý tưởng tổ chức lễ hội theo phong cách của các cuộc thi đấu thời Cổ đại. Vì thế Lễ hội tháng Mười trong những năm đầu tiên mang nhiều phong cách thể thao. Bên cạnh đua ngựa và chạy đua, nhiều hình thức thi đấu khác cũng được tổ chức. Do đó Lễ hội tháng Mười được xem như là tiền thân của Thế Vận Hội thời đại mới. Pierre de Coubertin tiếp tục phát triển ý tưởng này và thành lập Ủy ban Thế vận hội Quốc tế (IOC).
Năm 1813 Lễ hội tháng Mười bị hủy bỏ vì Bayern liên lụy đến các cuộc chinh chiến của Napoléon. Năm 1816, trò chơi xổ số bắt đầu có mặt ở lễ hội. Các giải chính bao gồm bạc, đồ sứ và nữ trang. Bắt đầu từ năm 1819 hội đồng thành phố München nắm quyền tổ chức lễ hội và quyết định năm nào cũng sẽ tổ chức lễ hội. Sau đấy thời gian tổ chức được kéo dài ra thêm và đồng thời lễ hội cũng được tổ chức sớm hơn trong năm. Nguyên nhân là vì vào cuối tháng 9 vùng Oberbayern (Thượng Bayern) hay có thời tiết tốt. Nhiệt độ cao nhất trong tuần đầu tiên của Lễ hội tháng Mười có thể tăng lên đến 30 °C lại càng làm cho khách đến lễ hội thêm khát nước. Nhưng ngày nay tuần lễ cuối cùng của lễ hội cũng nằm trong tháng Mười.

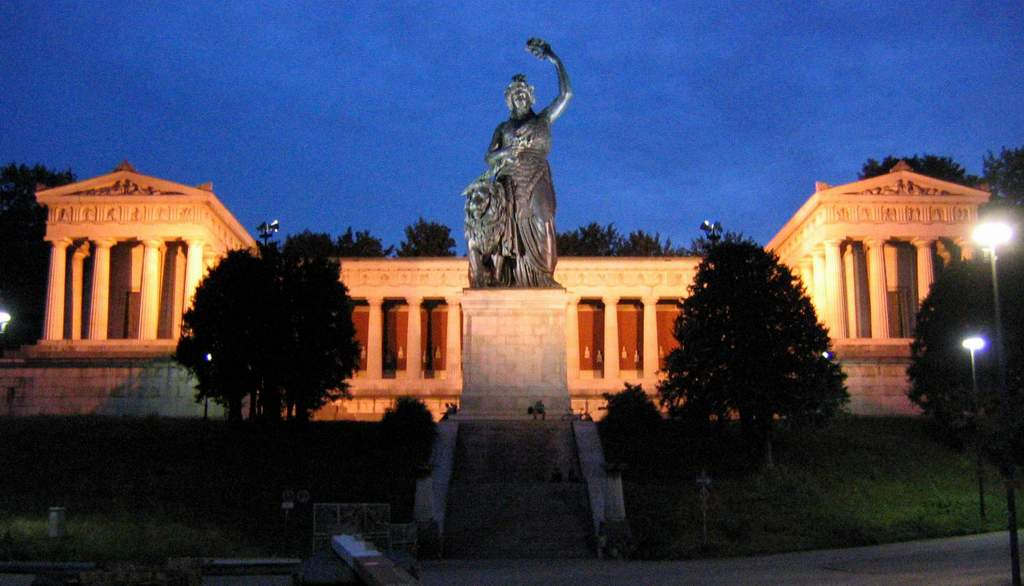
Tượng nữ thần Bavaria và Tòa nhà Danh nhân

Từ 1859 tượng nữ thần Bavaria được đặt trên cánh đồng tổ chức lễ hội. Lúc đầu, bức tượng nữ thần bảo hộ Bayern do Leo von Klenze phác thảo theo Phong cách Cổ điển. Ludwig Michael Schwanthaler nghiên về Phong cách Lãng mạn thay đổi và "German hóa" phác thảo của Klenze. Bức tượng được Johann Baptist Stiglmaier và Ferdinand von Miller đúc. Tòa nhà Danh nhân (Ruhmeshalle) bao bọc chung quanh bức tượng được xây xong năm 1853. Năm 1854 lễ hội không được tổ chức vì 3.000 người dân München chết vì dịch tả. Trong năm 1866 cũng không có Lễ hội tháng Mười vì Bayern tham gia vào cuộc Chiến tranh Phổ-Áo. Năm 1879 Chiến tranh Pháp-Phổ là nguyên nhân không tổ chức lễ hội. Năm 1873 Lễ hội tháng Mười lại bị hủy bỏ vì dịch tả tái xuất hiện. Năm 1880 hội đồng thành phố bắt đầu cho phép bán bia. Ánh sáng điện đã tràn ngập trong hơn 400 quán và lều. Năm 1892 bia lần đầu tiên được bán trong vại bằng thủy tinh. Vào cuối thế kỷ 19 có thay đổi lớn. Cho đến thời gian đó trong các quán bán bia đều có thể chơi bowling và có diện tích khiêu vũ rộng lớn, thế nhưng giờ đây chúng biến mất khỏi các quán bia trong lễ hội. Người ta muốn có nhiều chỗ cho khách và dàn nhạc hơn. Những quán này chỉ còn thuần túy là quán bán bia.

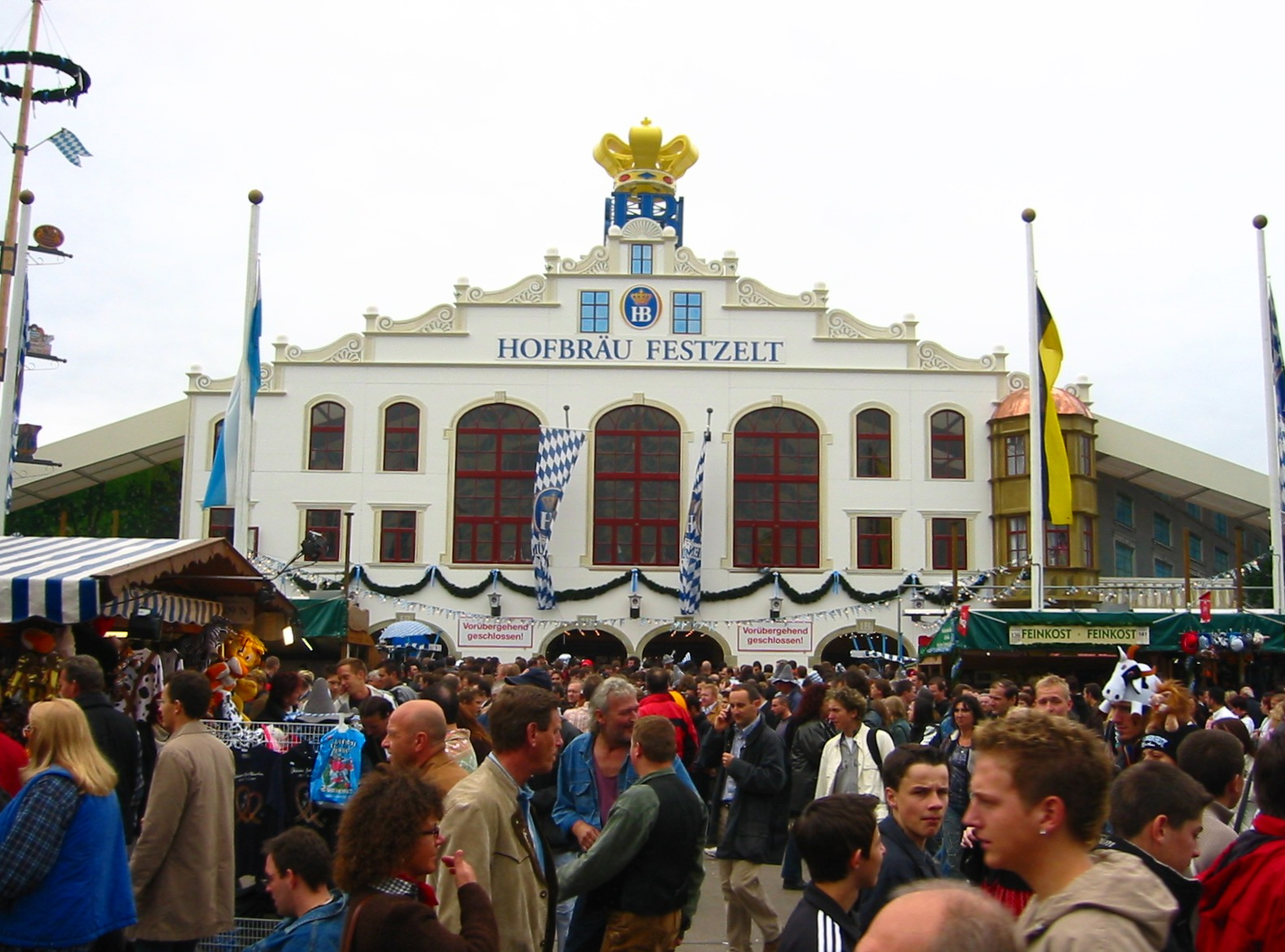
Hofbräu 2005

Năm 1910 Lễ hội tháng Mười kỷ niệm sinh nhật lần thứ 100. 1.200.000 lít bia đã được bán trong dịp này. Năm 1913 Bräursol, lều bán bia lớn nhất từ trước đến nay, có chỗ cho 12.000 người khách. Chiếc lều lớn nhất ngày nay là Hofbräu-Festhalle với 10.000 chỗ.
Trong thời gian của Chiến tranh thế giới thứ nhất từ 1914 cho đến 1918 Lễ hội tháng Mười không được tổ chức. Trong hai năm 1919 và 1920 sau chiến tranh người dân München chỉ tổ chức "Lễ hội mùa Thu". Năm 1923 và 1924 nạn lạm phát khiến lễ hội bị hủy bỏ. Từ năm 1933 lá cờ trắng-xanh của Bayern ở lễ hội bị thay thế bằng một lá cờ chữ thập ngoặc đồng nhất của Đức Quốc xã.
Từ 1939 đến 1945 vì Chiến tranh thế giới thứ hai nên Lễ hội tháng Mười lại không được tổ chức. Từ 1946 đến 1948 người dân München cũng chỉ tổ chức "Lễ hội mùa Thu" sau chiến tranh, loại bia đặc biệt của Lễ hội tháng Mười không được phép bán. Du khách phải uống một loại bia loãng, chỉ có vào nồng độ cồn vào khoảng 2%. Từ khi được tổ chức lần đầu tiên lễ hội đã bị hủy bỏ tổng cộng 24 lần vì bệnh dịch, chiến tranh và các nguyên nhân khác.
Truyền thống khai mạc lễ hội có từ năm 1950: Lễ hội tháng Mười được khai mạc bằng 12 phát súng chào và sau khi thị trưởng đương nhiệm đóng vòi khui thùng bia đầu tiên. Người thị trưởng đầu tiên khui thùng bia là Thomas Wimmer.
Lễ hội bắt đầu phát triển trở thành một lễ hội quần chúng thế giới từ những năm của thập niên 1960. Người Nhật, Mỹ và New Zealand đầu tiên "khám phá" lễ hội tháng mường và "chạm vại bia" với người dân Bayern. Nhờ vào những người này mà danh tiếng của thành phố được lan truyền đi khắp trên thế giới.

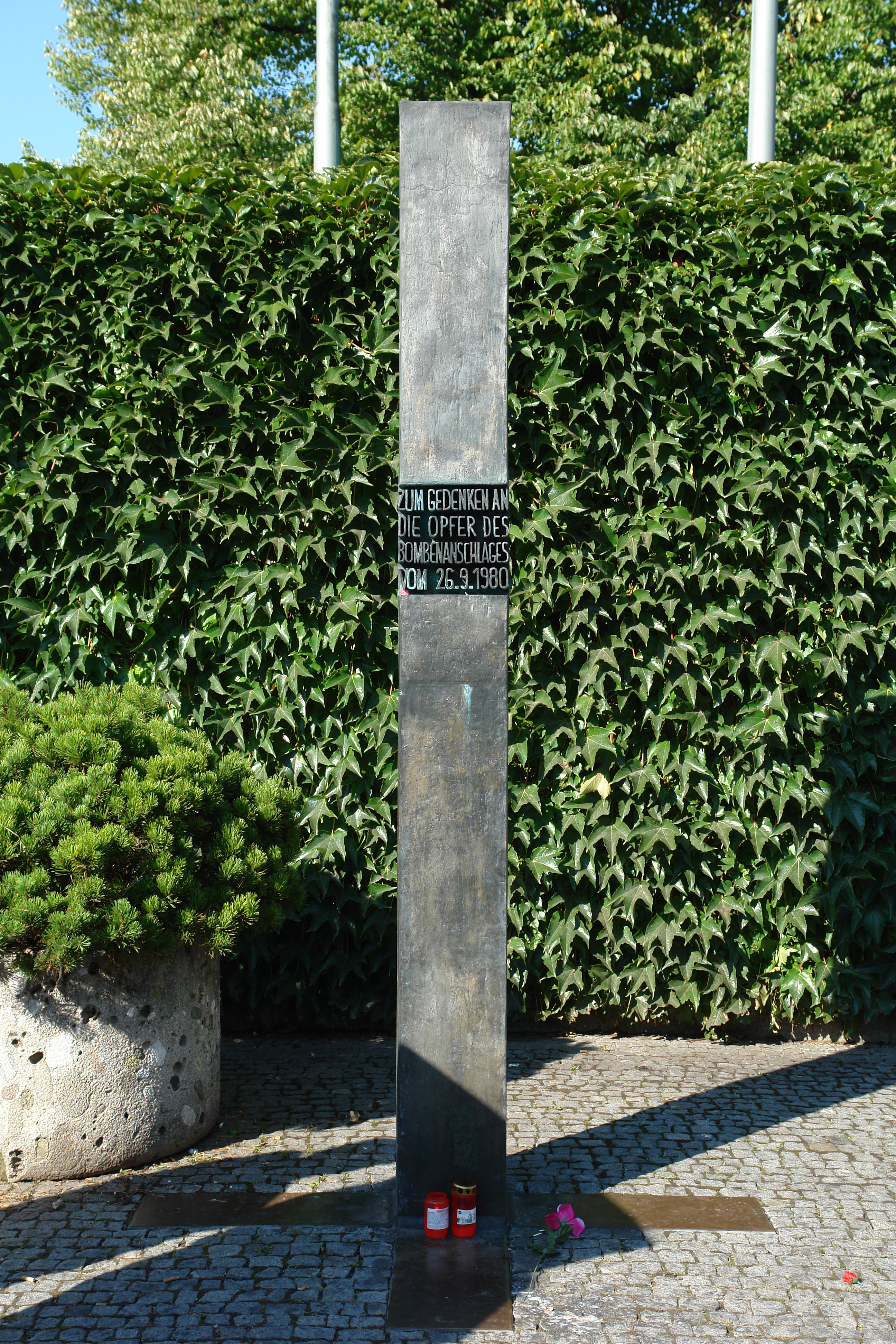
Bia tưởng niệm vụ nổ bom

Một vấn nạn hằng năm là số lượng thanh niên đông đảo đã tự đánh giá khả năng của họ quá cao và uống quá nhiều rượu. Rất nhiều người trong số này đã say xỉn không còn biết gì (được gọi trong tiếng Đức là các "xác chết bia"). Họ được nhân viên cứu thương mang đến phòng của Hội Chữ Thập Đỏ trong trung tâm Dịch vụ. Tại đây những người này được theo dõi, chữa trị hay đợi cho tỉnh rượu. Trong trường hợp cần thiết họ có thể được chuyển đến các bệnh viện lân cận.
Nhằm tạo điều kiện thuận lợi cho người cao niên và gia đình đến vui chơi trong Lễ hội tháng Mười và đặc biệt là trong các lều, bắt đầu từ năm 2005 một phương án tổ chức lễ hội yên tĩnh hơn được phát triển. Các chủ lều cam kết trong thời gian cho đến 18 giờ trong ngày chỉ chơi nhạc "êm dịu". Chỉ sau đó mới được phép phát các loại nhạc khác như nhạc Pop. Thêm vào đó, cường độ âm nhạc vào buổi chiếu tối được giới hạn ở 85 dB. Với các biện pháp này, ban tổ chức Lễ hội tháng Mười hy vọng sẽ bảo tồn được bầu không khí lễ hội bia truyền thống.
Một ngày bi thảm trong lịch sử của Lễ hội tháng Mười là ngày 26 tháng 9 năm 1980. Vào ngày này, lúc 22 giờ 19 phút, một quả bom nổ ngay tại cổng chính của lễ hội. Quả bom là một quả đạn súng cối rỗng, được nhét đầy trở lại với 1,39 kg TNT và được dấu trong một bình cứu hỏa. 13 người đã thiệt mạng và trên 200 người bị thương, trong đó là 68 người mang thương tích trầm trọng. Theo điều tra chính thức cho biết chính Gundolf Köhler tại Donaueschingen, một người cực hữu sống cô lập về mặt xã hội đã tiến hành việc nổ bom này. Kết quả của cuộc điều tra bị nghi ngờ từ nhiều phía khác nhau.

## Tiến trình

### Diễu hành của các chủ lều bán bia

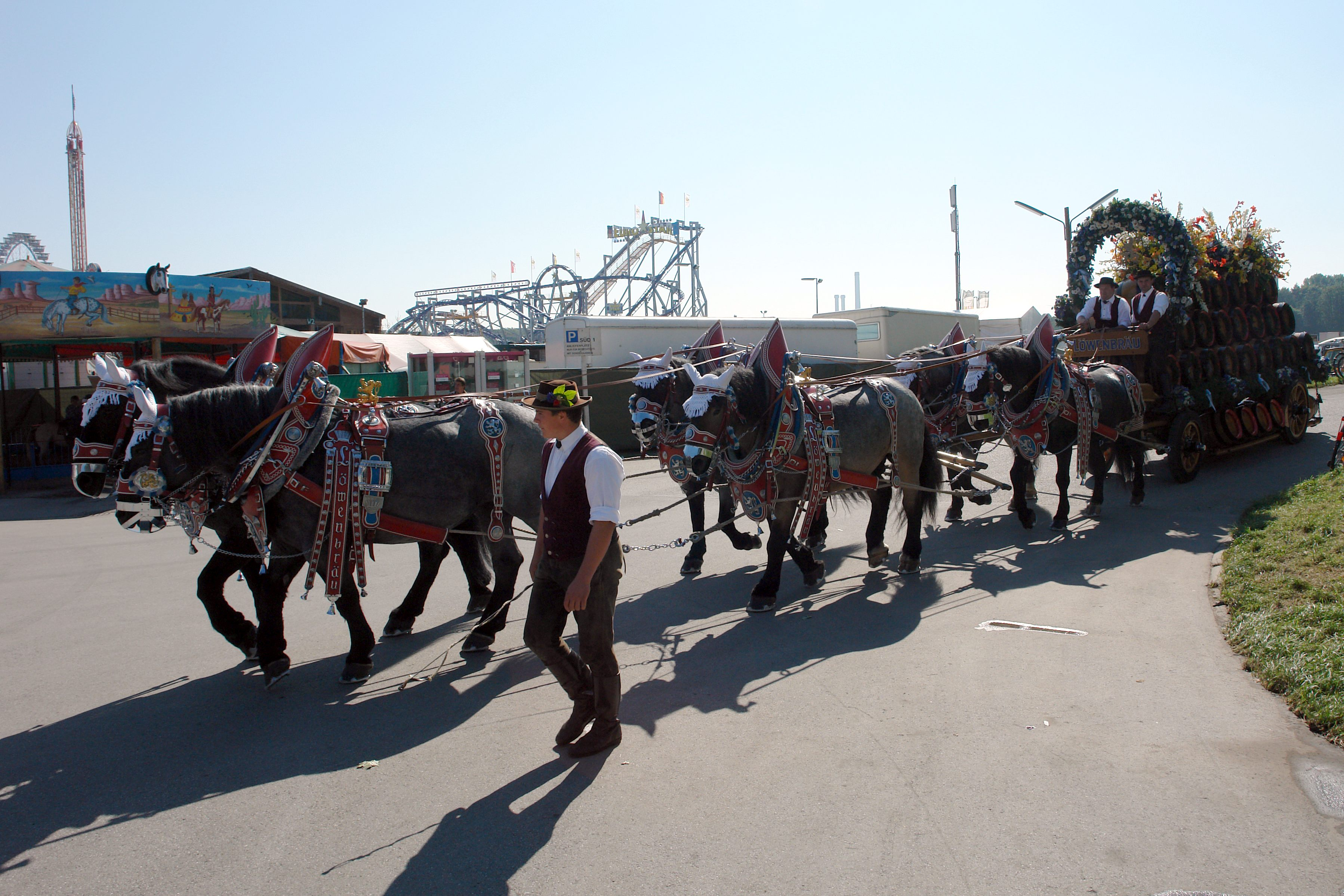
Cổ xe ngựa của một nhà máy nấu bia

Lần diễu hành đầu tiên của các chủ lều và người phục vụ trong Lễ hội tháng Mười là vào năm 1887. Họ được các đoàn nhạc công trong các lều tháp tùng, diễu hành xuyên qua thành phố và về đến Cánh đồng Therese vào lúc 12 giờ. Buổi diễu hành bao giờ cũng được tiến hành vào ngày thứ Bảy đầu tiên của Lễ hội, chính thức mở đầu Lễ hội tháng Mười.
Sau khi các chủ lều về đến nơi, thị trưởng thành phố sẽ khui thùng bia đầu tiên vào lúc 12 giờ trong lều Schottenhamel (xem O’zapft is!), chính thức khai mạc lễ hội. Truyền thống khui thùng bia đầu tiên có từ năm 1950. Ngày nay, hằng năm khách lễ hội đều hồi hộp chờ xem người thị trưởng phải cần bao nhiêu nhát búa gỗ để khui được thùng bia đầu tiên. Nhiều người còn tham gia đánh cá độ việc này. Thành tích tốt nhất cho đến nay là hai nhát búa (2005), nhưng cũng có lúc đã cần đến 19 nhát búa (1950) để khui thùng bia đầu tiên.

### Diễu hành lễ phục truyền thống

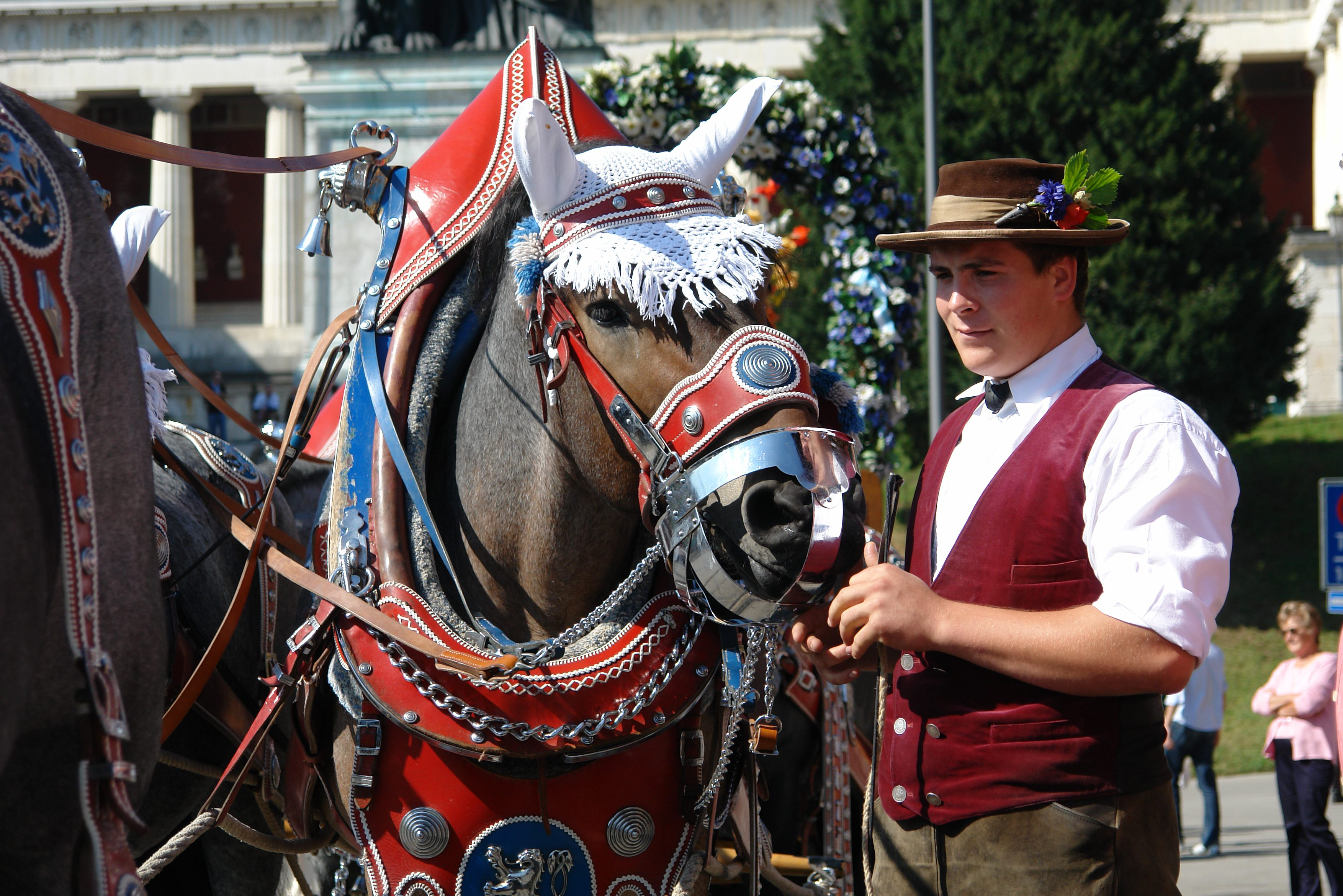
Một xe ngựa trong buổi Diễu hành lễ phục truyền thống

Để kỷ niệm đám cưới bạc của vua Ludwig I của Bayern và Therese của Bayern, lần diễu hành lễ phục truyền thống đầu tiên được tiến hành trong năm 1835. Từ năm 1950 việc này được tổ chức hằng năm. Thời gian gần đây, cuộc diễu hành lễ phục truyền thống này là một trong những đỉnh cao của Lễ hội tháng Mười và là một trong những cuộc diễu hành lớn nhất trên thế giới theo thể thức này. Vào ngày Chủ Nhật đầu tiên, khoảng 9000 người mang lễ phục truyền thống đi từ Maximilianeum qua đoạn đường dài 7 km xuyên qua nội thành München đến nơi tổ chức lễ hội. Dẫn đầu đoàn diễu hành là một người mang trang phục tương tự như hình ảnh nhà tu trên biểu trưng của thành phố München, tiếp theo đó là thành viên của các hiệp hội lễ phục (Trachtenverein), hiệp hội của môn thể thao bắn súng, đoàn nhạc, người cầm cờ vào khoảng 40 cỗ xe ngựa được trang hoàng lộng lẫy. Các hiệp hội và nhóm người này phần đông đến từ bang Bayern nhưng cũng có nhiều hội đến từ các bang khác hay từ Áo, Thụy Sĩ, Bắc Ý, Ba Lan và ngay cả từ Na Uy.

## Số liệu

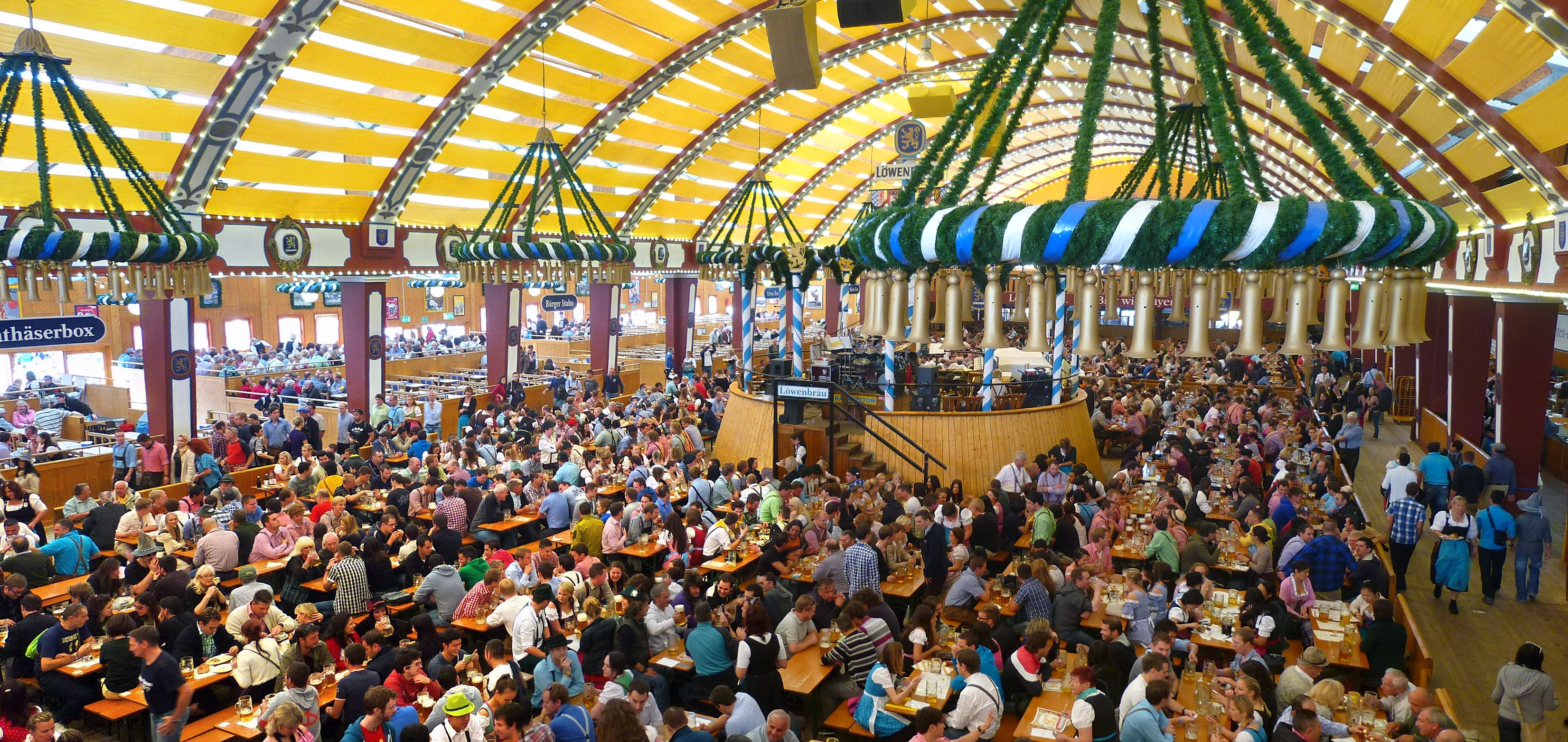
Trong lều bia của Hãng bia Löwenbräu năm 2012

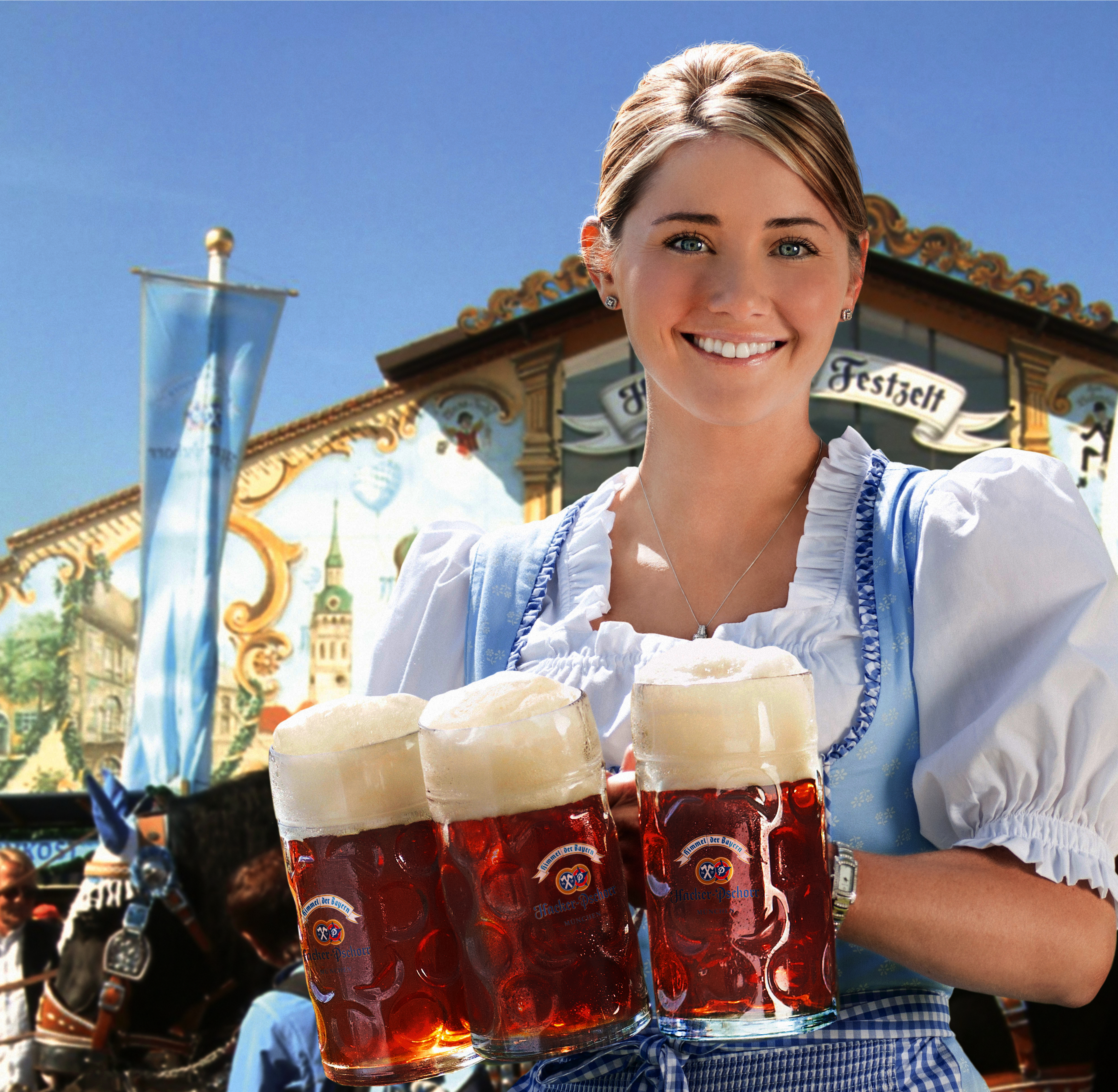
Một cô gái trong trang phục truyền thống của Bayern đang bưng bia cho khách

Lễ hội tháng Mười thường được gọi là Lễ hội quần chúng lớn nhất trên thế giới. Hằng năm có vào khoảng 6 triệu người đến tham dự lễ hội trên Cánh đồng Therese rộng 42 ha. Khoảng 70% khách tham dự đến từ Bayer nhưng cũng có nhiều khách thường xuyên đến từ các nước châu Âu khác, từ Nhật và ngay cả từ Úc.
Vì thời tiết tương đối lạnh nên Lễ hội tháng Mười bắt đầu vào tháng Chín kể từ năm 1872. Lễ hội bao giờ cũng được khai mạc vào một ngày Thứ Bảy. Theo truyền thống, Lễ hội kết thúc vào ngày Chúa Nhật đầu tiên trong tháng Mười. Từ năm 2000, nếu như ngày Chúa Nhật đấy là ngày 1 hay 2 tháng Mười thì lễ hội sẽ được kéo dài cho đến ngày 3 tháng 10 (Ngày Thống Nhất Đức tức Quốc Khánh Đức). Vì thế thông thường lễ hội kéo dài 16 ngày, năm 2005 là 17 ngày và 2006 là 18 ngày.
Các lều trong lễ hội mở cửa từ lúc 9 giờ vào ngày Thứ Bảy đầu tiên, tuy vậy bia chỉ được bán bắt đầu từ 12 giờ sau khi khui thùng bia đầu tiên. Trong hai tuần kế tiếp các lều mở cửa từ Thứ Hai đế Thứ Năm từ 19 giờ đấn 23 giờ 30, vào ngày Thứ Sáu từ 10 giờ đến 24 fiờ, vào ngày Thứ Bảy từ 9 giờ đến 24 giờ vào Chúa Nhật từ 9 giờ đến 23 giờ 30.
Một vài con số
- 30% tổng sản lượng bia của các nhà máy bia lớn của München được tiêu thụ trong hai tuần của Lễ hội tháng Mười.
- 12.000 người làm việc cho lễ hội, trong đó là 1.600 người nữ phục vụ
- Có chỗ ngồi cho 100.000 người
- 6 nhà máy bia được phép bán cho lễ hội (Spaten-Franziskaner-Bräu, Augustiner, Paulaner, Hacker-Pschorr, Hofbräu, Löwenbräu) đã bán tổng cộng 6,0 triệu vại bia (một vại bia – Maßkrug hay Maß - là 1,069l) trong năm 2005 (2004 là 5,5 triệu)

## Các lều trong lễ hội
Đọc bài chính về Lều trong Lễ hội tháng Mười
Các lều lớn trong lễ hội
| Lều                                  | Năm đầu tiên | Số chỗ ngồi bên trong | Bên ngoài | Chủ lều                            | Hãng bia                           |
| ------------------------------------ | ------------ | --------------------- | --------- | ---------------------------------- | ---------------------------------- |
| Armbrustschützenzelt                 | 1895         | 5.830                 | 1.620     | Gia đình Peter Inselkammer         | Paulaner                           |
| Augustiner-Bräu                      | 1898         | 6.300                 | 3.000     | Manfred Vollmer                    | Augustiner-Bräu                    |
| Bräurosl                             | 1902         | 6.200                 | 2.500     | Gia đình Heide                     | Hacker-Pschorr                     |
| Fischer-Vroni                        | 1902         | 2.695                 | 700       | Johann Stadtmüller                 | Augustiner-Bräu                    |
| Hacker-Festzelt                      | 1907         | 6.950                 | 2.400     | Toni Roiderer                      | Hacker-Pschorr                     |
| Hippodrom                            | 1902         | 3.200                 | 1.000     | Sepp Krätz                         | Spaten-Franziskaner-Bräu           |
| Hofbräu-Festzelt                     | 1955         | 6.698                 | 4.540     | Gia đình Steinberg                 | Hofbräu München                    |
| Käfers Wiesn-Schänke                 | 1971         | 1.000                 | 1.900     | Michael Käfer                      | Paulaner                           |
| Löwenbräu-Festzelt                   | 1910         | 5.700                 | 2.800     | Ludwig Hagn và Stephanie Spendler  | Löwenbräu                          |
| Ochsenbraterei                       | 1881         | 5.900                 | 1.500     | Gia đình Haberl và Antje Schneider | Spaten-Franziskaner-Bräu           |
| Schottenhamel                        | 1876         | 6.000                 | 4.000     | Peter và Christian Schottenhamel   | Spaten-Franziskaner-Bräu           |
| Schützenfestzelt                     | 1876         | 4.300                 | 1.090     | Gia đình Reinbold                  | Löwenbräu                          |
| Weinzelt                             | 1984         | 1.900                 | 600       | Roland, Doris và Stephan Kuffler   | Paulaner, Nymphenburg Sektkellerei |
| Winzerer Fähndl - Paulaner-Festhalle | 1898         | 8.450                 | 2.450     | Gia đình Pongratz                  | Paulaner                           |
| Tổng cộng:                           | Tổng cộng:   | 71.605                | 30.100    |                                    |                                    |

## Thời gian tổ chức
Thời gian biểu từ năm 2000 - 2015
| Năm  | Thời gian     | Ghi chú             |
| ---- | ------------- | ------------------- |
| 2000 | 16.09 - 03.10 | 18 ngày             |
| 2001 | 22.09 - 07.10 |                     |
| 2002 | 21.09 - 06.10 |                     |
| 2003 | 20.09 - 05.10 |                     |
| 2004 | 18.09 - 03.10 | đồng thời với BZLF* |
| 2005 | 17.09 - 03.10 | 17 ngày             |
| 2006 | 16.09 - 03.10 | 18 ngày             |
| 2007 | 22.09 - 07.10 |                     |

| Năm  | Thời gian     | Ghi chú                                      |
| ---- | ------------- | -------------------------------------------- |
| 2008 | 20.09 - 05.10 | Oktoberfest lần thứ 175; đồng thời với BZLF* |
| 2009 | 19.09 - 04.10 |                                              |
| 2010 | 18.09 - 03.10 | 200 năm Oktoberfest                          |
| 2011 | 17.09 - 03.10 | 17 ngày                                      |
| 2012 | 22.09 - 07.10 | cùng với BZLF*                               |
| 2013 | 21.09 - 06.10 |                                              |
| 2014 | 20.09 - 05.10 |                                              |
| 2015 | 19.09 - 04.10 |                                              |

- Bayerisches Zentral-Landwirtschaftsfest (Lễ hội nông nghiệp toàn bang Bayern)

## Điểm thu hút

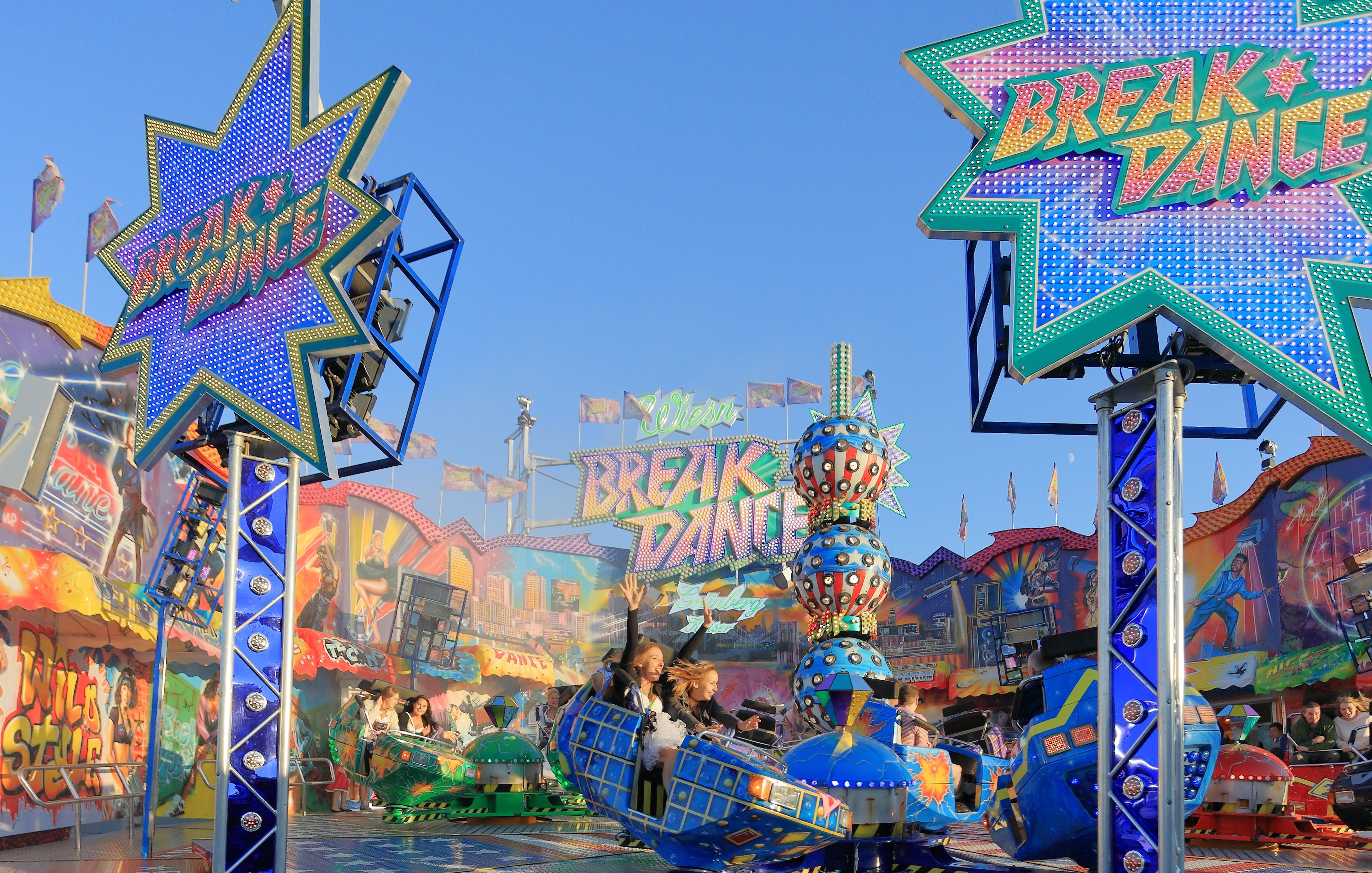
Một khu trò chơi tại Lễ hội tháng Mười

Bên cạnh các lều bán bia Lễ hội tháng Mười có vào khoảng 200 trò chơi khác nhau. Phần lớn các trò chơi này đã có mặt trên Cánh đồng Therese từ thế kỷ 19. Cộng thêm vào các trò chơi cũ vẫn còn được ưa thích, năm nào cũng có thêm trò chơi mới với kỹ thuật hiện đại nhất.

### Bánh xe khổng lồ

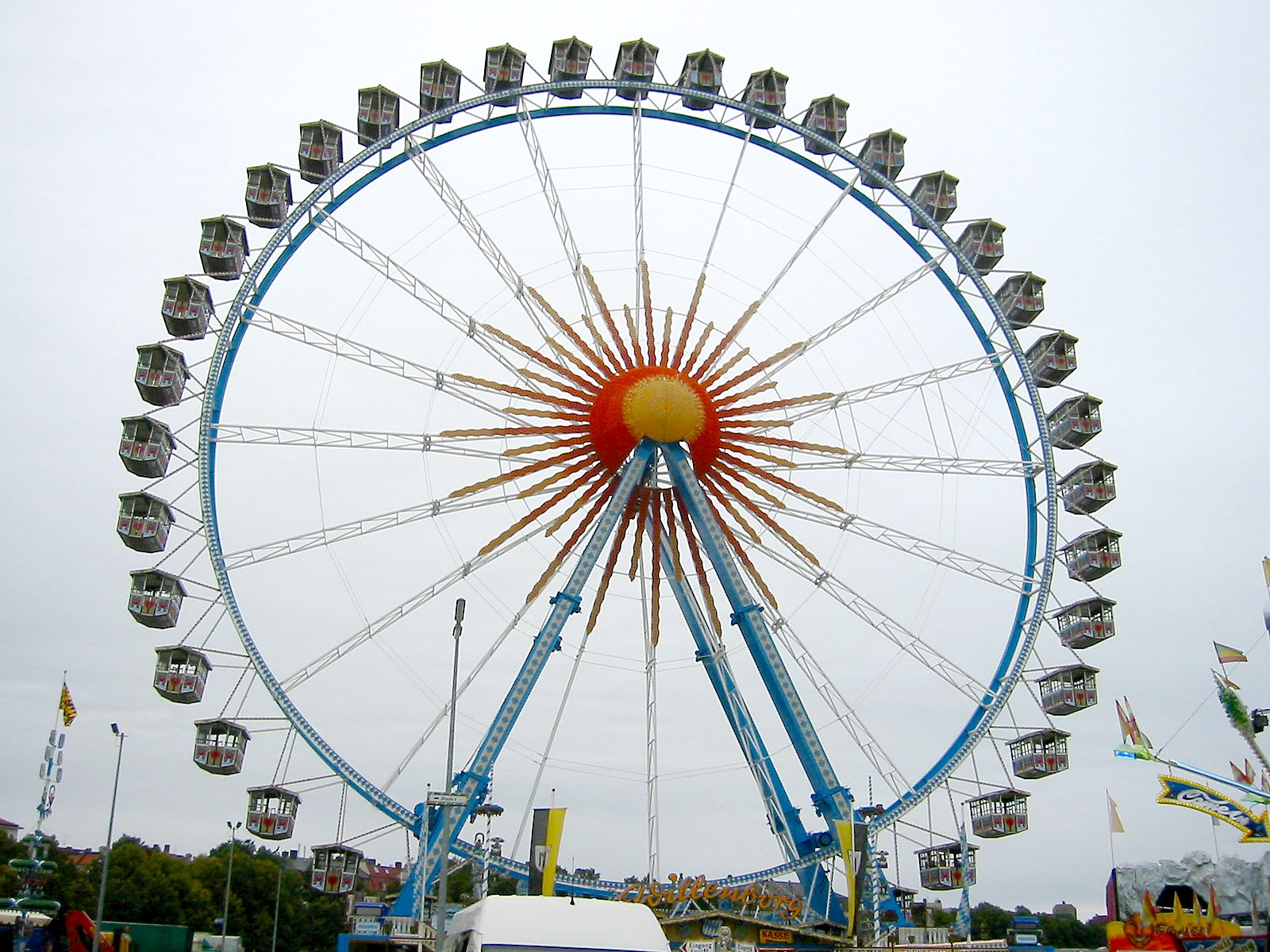
Bánh xe khổng lồ

Bánh xe khổng lồ đã được lắp đặt từ năm 1880 và tại thời điểm này có chiều cao là 12 m. Ngày nay bánh xe khổng lồ với chiều cao 50 m là một trong những điểm thu hút được biết đến nhiều nhất, khách đi xe có thể nhìn thấy bao quát cả cánh đồng lễ hội.

### Tàu lượn siêu tốc
Tàu lượn siêu tốc (roller coaster) Olympia Looping là giàn tàu lượn siêu tốc di động lớn nhất thế giới với năm vòng lượng trên đoạn đường dài 1.250 m. Euro-Star là tàu lượn siêu tốc lộn ngược (inverted coaster) với các toa được gắn ở phía dưới đường ray.

### Bức tường tử thần Pitt
Bức tường tử thần Pitt về cơ bản là một ống tròn lớn bằng gỗ có đường kính vào khoảng 8 m và chiều cao cũng vào khoảng 8 m dành để chạy biểu diễm mô tô. Do các mô tô hiện đại không thích hợp nên người ta dùng các mô tô của những năm 20 và 30 của thế kỷ trước. Doanh nghiệp đã có mặt tại Lễ hội tháng Mười từ năm 1932.

## Quản lý và hạ tầng cơ sở

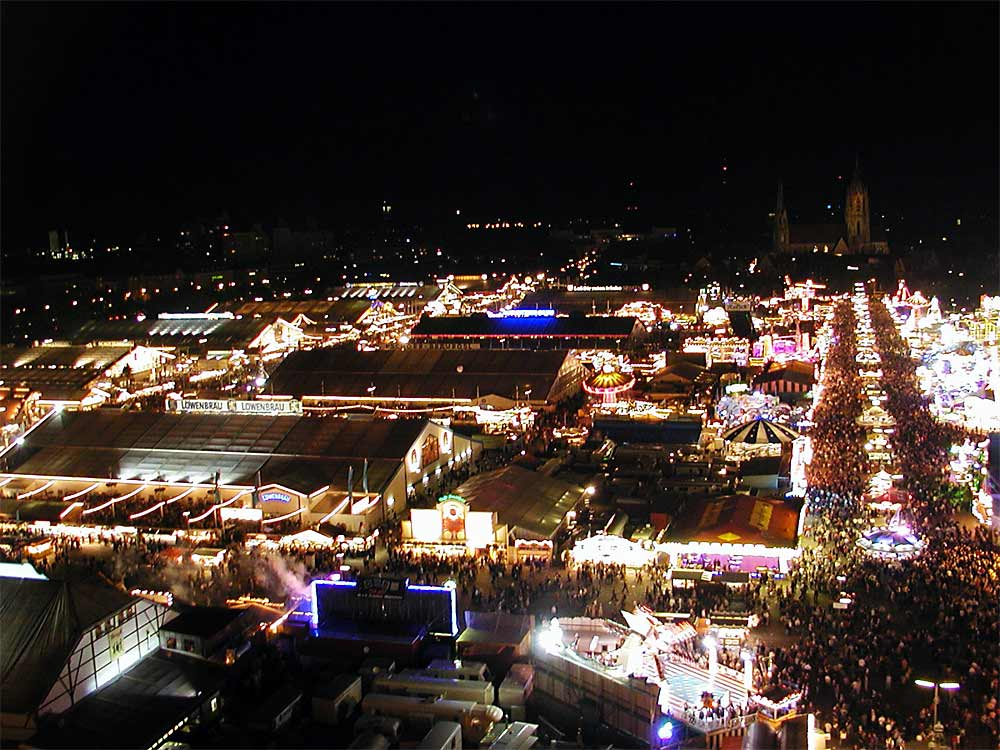
Lễ hội tháng Mười về đêm

18 trạm biến thế cùng với 43 km đường dây điện cung cấp năng lượng cho lễ hội. Lượng tiêu thụ điện của Lễ hội tháng Mười ở vào khoảng 2,9 triệu kWh, tương đương với 13% nhu cầu năng lượng hằng ngày của thành phố München.
Để cùng cấp khí đốt cho các lều trong lễ hội, một mạng lưới khí đốt dài tổng cộng 4 km đã được lắp đặt. Lượng tiêu thụ khí đốt ở vào khoảng 180.000 mét khối cho các bếp nấu và 20.000 m³ dùng để sưởi ấm.
Năm 2004 một tòa nhà mới được đưa vào sử dụng, dành cho lực lượng cảnh sát, cứu hỏa và Hội Chữ Thập Đỏ. Vì số lượng khách đông nên cường độ hoạt động của Hội Chữ Thập Đỏ tương đương với ở một thành phố trung bình.
Thư gửi tại các thùng thư trong Lễ hội tháng Mười sẽ được đóng dấu đặc biệt của bưu điện. Chúng là những vật sưu tập được ưa thích.

## Chuyện linh tinh

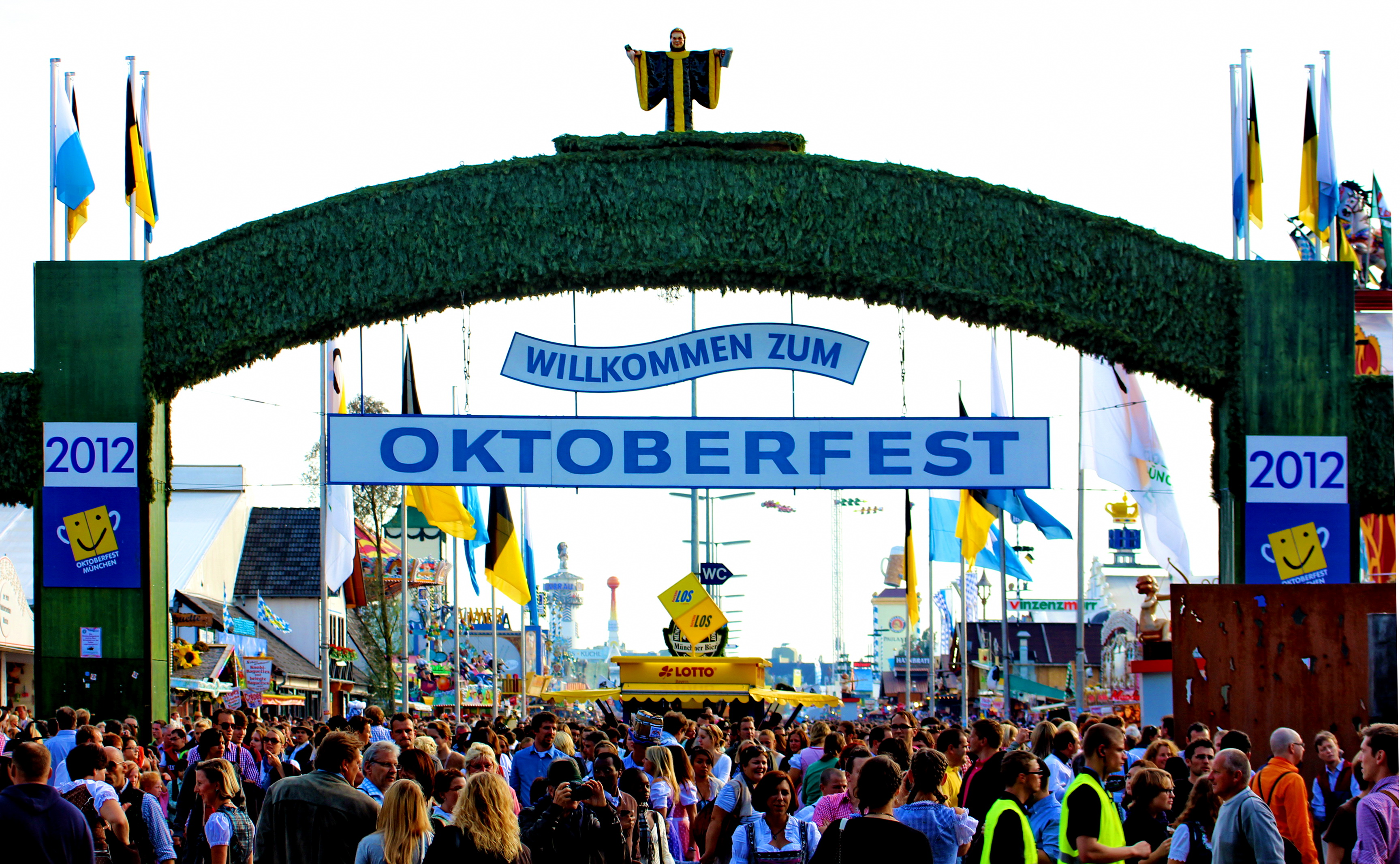
Một cổng vào lễ hội

- Người giúp việc nổi tiếng nhất cho Lễ hội tháng Mười chắc hẳn là Albert Einstein: nguyên là người học nghề của một doanh nghiệp điện, ông đã từng lắp đặt bóng đèn cho Lều Schottenhammel.
- Buổi hòa nhạc dành cho nhạc cụ thổi lớn nhất thế giới diễn ra hằng năm vào ngày Chúa Nhật thứ hai của Lễ hội tháng mười. Vào khoảng 300 nhạc công của các dàn nhạc tất cả các lều tập trung và trình diễn trước tượng Bavaria.